# Gestads kyrka
Gestads kyrka är en kyrkobyggnad som tillhör Brålandabygdens församling i Karlstads stift. Kyrkan ligger i norra delen av Vänersborgs kommun.

## Kyrkobyggnaden
Tidigare kyrka på platsen antas vara byggd på 1200-talet och tillhörde en speciell grupp medeltida tegelkyrkor i Dalsland.
Nuvarande kyrka uppfördes 1796-1799 under ledning av murarmästare Lars Westman och invigdes år 1800. Kyrkan är byggd av sten och till viss del av tegel som har återanvänts från den gamla kyrkan.
På den gamla kyrkplatsen (300 m norr om nuvarande kyrka) finns ett stort dubbelmonument över den gamla kyrkan och över generallöjtnanten Axel Erik Roos som är begravd på platsen. Monumentet uppfördes 1919 och är även ett monument över den gamla kyrkplatsen. Roos var livdrabant hos Karl XII och är bland annat känd för att han tre gånger samma dag ska ha räddat livet på konungen under kalabaliken i Bender.

## Inventarier

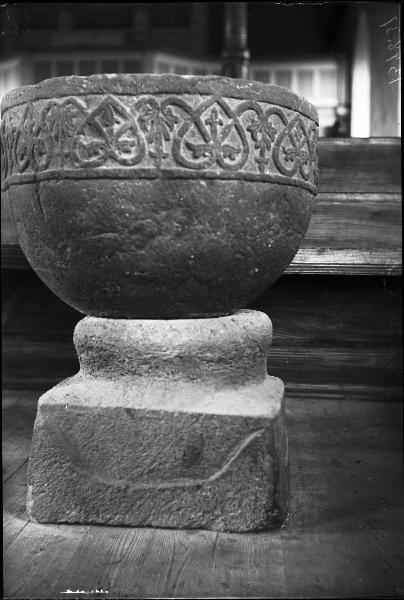
Dopfunten

- Dopfunt av rödgrå sandsten från 1200-talet. Höjd 83 cm i två delar. Cuppan har en 14 cm bred liljebård av samma snitt som samtida liljestenar i Bolstads kyrka och kyrkor i Västergötland. Foten har ornament i form av utsparade enkla hörnblad sammanbundna med båglinjer. Uttömingshål i funtens mitt. Den har viss sprickbildning.[1] Till funten hör ett dopfat med bottenbild på temat "Bebådelsen". Fatet är ett Nürnbergsarbete från 1400-talets slut. Det skänktes till kyrkan av generalen Roos familj.
- I kyrkan förvarades tidigare generalen Roos värja och sporrar. Dessa och en ljuskrona tillgreps dock vid ett inbrott hösten 1983 och har aldrig återfunnits.
- Altaruppsatsen tillkom 1914 efter ritning av Hjalmar Tessing. Altartavlan visar när Jesus gick på vattnet.
- Nuvarande predikstol tillkom 1913-1914 och ersatte en tidigare altarpredikstol.

### Orgel
- 1894 byggde Johannes Magnusson, Göteborg en orgel med 9 stämmor, en manual och bihängd pedal.
- Det nuvarande verket, som är pneumatiskt, tillverkades 1959 av John Grönvall Orgelbyggeri, Lilla Edet. Fasaden till orgeln på läktaren i väster härstammar från 1894 års orgel. Den har tolv stämmor fördelade på två manualer och pedal. Orgeln har en fri kombination och ett tonomfång på 56/30.[2]

| Huvudverk I     | Svällverk II      | Pedal       | Koppel |
| Principal 8´    | Kvintadena 8´     | Subbas 16´  | I/P    |
| Gedackt 8´      | Rörflöjt 4´       | Koralbas 4´ | II/P   |
| Oktava 4'       | Waldflöjt 2'      |             | II/I   |
| Kvinta 2 2/3'   | Scharf 2 chor     |             | I 4'/I |
| Oktava 2'       | Crescendosvällare |             |        |
| Mixtur 3-4 chor |                   |             |        |